# Czarna Nida
Czarna Nida, Morawica – rzeka w środkowej Polsce, lewy dopływ Nidy o długości 63,8 km i powierzchni dorzecza 1224 km². Płynie przez Góry Świętokrzyskie i Pogórze Szydłowskie, w województwie świętokrzyskim.
Rzeka powstaje z połączenia cieku źródłowego Belnianki oraz Lubrzanki, koło wsi Marzysz. W pobliżu wsi Żerniki Czarna Nida łączy się z Białą Nidą, tworząc Nidę.
Dopływy:
- P Chodcza
- L Morawka
- P Bobrza

Ważniejsze miejscowości nad Czarną Nidą: Morawica (młyn na rzece), Ostrów, Wolica, Tokarnia.

## MEWBieleckie Młyny
W 2011 roku na rzece ukończono budowę małej elektrowni wodnej zlokalizowanej w miejscowości Bieleckie Młyny. W elektrowni zastosowano turbinę Archimedesa. Jest to trzecia z kolei elektrownia wodna na terenie Polski, gdzie zastosowano tego typu turbinę.
Specyfikacja techniczna:
- wysokość piętrzenia: 1,50 m
- przepływ średni: 3,2 m³/s
- moc generatora: 38 kW
- średnica turbiny: 2800 mm
- kąt nachylenia turbiny: 22°
- prędkość obrotowa turbiny: 25 obr./min
- wymiary rynny: 2,9x6,5x2,5 m
- wymiary budynku: 4m x 3,5m
- produkcja energii elektrycznej: 177 000 kWh/rok